# Мунайшы (мини-футбольный клуб)
МФК «Мунайшы́» (каз. Мұнайшы футзал клубы) — казахстанский мини-футбольный клуб из Жанаозена. Домашние матчи проводит в физкультурно-оздоровительном комплексе имени Рахмета Отесинова (Жанаозен), ранее — в спортивном комплексе «Энергетик». Спонсором команды является акционерное общество «Озенмунайгаз». Ранее клуб носил названия «Жанаозен» и «ОзенМунайГаз».

## История
Клуб был создан в 2011 году. Уже в 2012 году «ОзенМунайГаз» стал бронзовым призёром чемпионата Казахстана по пляжному футболу, Сундеткали Мамаев был признан лучшим нападающим турнира. В матчах предварительного этапа Кубка Казахстана по мини-футболу команда заняла последнее 7-е место в своей группе, набрав всего 3 очка. В состав команды вошли местные футболисты: Дулат Абдрахманов, Ермухамед Балгабаев, Темирлан Даулетбаев, Берик Джанмухамедов, Асхат Джумаев, Ричард Есебаев, Маханбет Ешанов, Максат Изтаев, Багдат Карамбетов, Ерлан Каракулов, Азат Киялбеков, Болат Крыкпаев, Нурлан Кулибаев, Сундеткали Мамаев, Жандос Махамбетов, Ерадил Нурберген, Ертай Нурмуханов, Нурлан Серикбаев, Болат Торешов, братья Асхат и Гамзат Туретаевы, Нурлан Турымбаев, а играющим тренером стал опытный 38-летний нападающий сборной Азербайджана Муслим Гусейнов. Свой первый сезон команда завершила на 6-м месте.
В следующем сезоне было принято решение сосредоточиться только на мини-футболе. В октябре 2013 года главным тренером стал Александр Петров из Узбекистана, и в команду пришли игроки сборной Узбекистана Шухрат Тожибоев, Рустам Умаров и Нодир Элибаев, бразильцы Игор, Лео и Тота, россиянин Станислав Арсланов, вратарь сборной Казахстана Григорий Шамро. Команда заняла 5-е место, в матче за 3-е место на Кубок Казахстана обыграла рудненский «Аят» (8:3), а «молодёжка» стала бронзовым призёром чемпионата.
В сентябре 2014 года команду возглавил известный украинский специалист Олег Солодовник из расформированного в связи с событиями на Украине клуба «Енакиевец». Вместе с ним в команду пришли украинцы Алексей Сагайдаченко, Виталий Скорый, Сергей Якунин, бразилец Вассура, зимой команду пополнил Ильдар Макаев из бакинского «Фенера».
За три тура до конца чемпионата клуб снялся с соревнований из-за финансовых проблем. На тот момент команда занимала четвёртое место, набрав 16 очков в 24 играх. Во всех оставшихся матчах команде были засчитаны технические поражения со счётом 0:5. В молодёжном же первенстве команда снова завоевала бронзовые медали.

## Выступления в чемпионатах Казахстана
| Сезон   | Лига      | Занятое место | Игр | Побед | Ничьи | Проигрыши | +/- голов | Очков | Бомбардиры               |
| ------- | --------- | ------------- | --- | ----- | ----- | --------- | --------- | ----- | ------------------------ |
| 2012    | Чемпионат | 3             |     |       |       |           |           | 20    | Сундеткали Мамаев        |
| 2012/13 | Чемпионат | 6             | 36  | 14    | 3     | 19        | 152-170   | 45    |                          |
| 2013/14 | Чемпионат | 5             | 28  | 12    | 3     | 13        | 122-111   | 39    | Станислав Кононенко — 19 |
| 2014/15 | Чемпионат | 4             | 32  | 9     | 1     | 22        | 60-132    | 16    | Ильдар Макаев — 15       |